# شقران صحراوي
شقران صحراوي (الاسم العلمي: Puccinia desertorum) هو نوع من الفطريات يتبع جنس الشقران من الفصيلة الشقرانية.